# 築棚

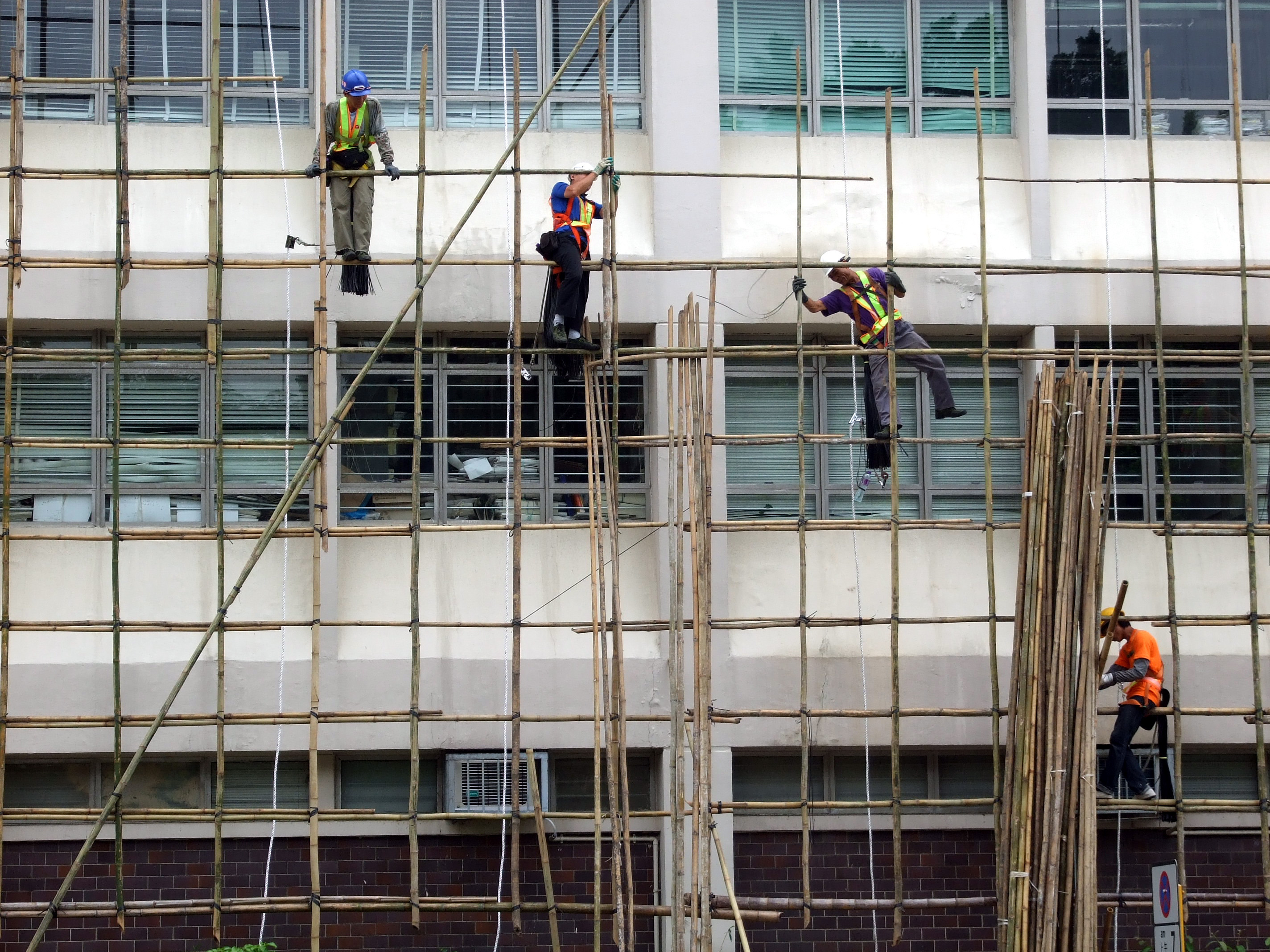
工人正在搭建棚架

築棚，粵語稱為搭棚，是一項傳統建築技術，集工程学與力学於一身，相傳搭棚技術創自「有巢氏」，廣泛應用於樓宇的建設、翻新和修理上。例如工人在建設樓宇時，會利用築棚技術建成一個臨時工作平台，以便於工人進行高空工作；而在一些傳統節日，鄉村居民以竹搭建戲棚進行慶祝。

## 形式

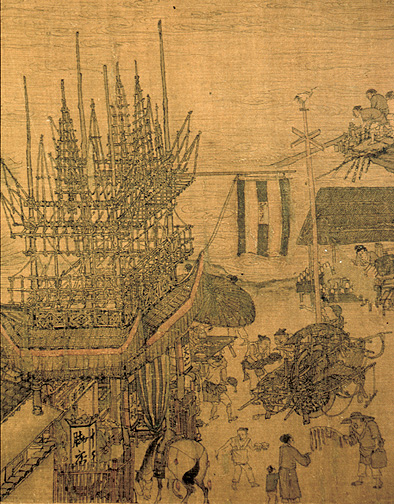
《清明上河圖》中以竹枝搭成的彩樓歡門

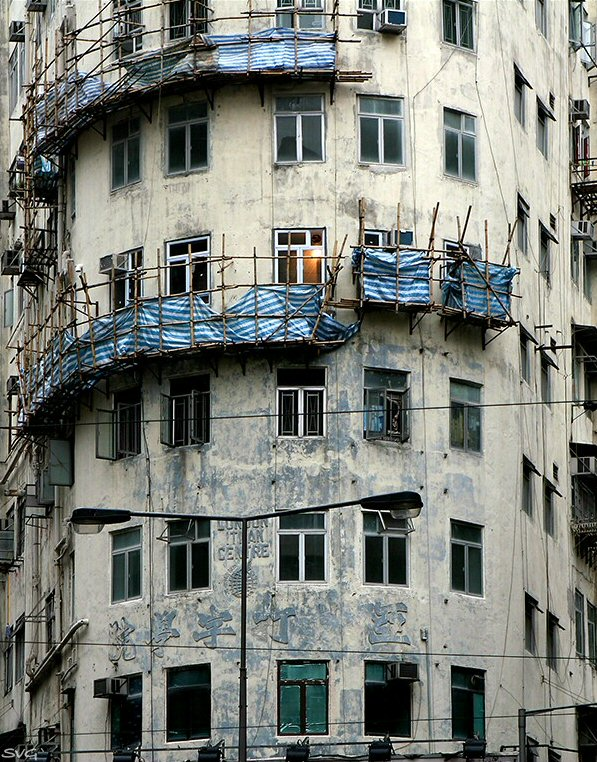
吊棚

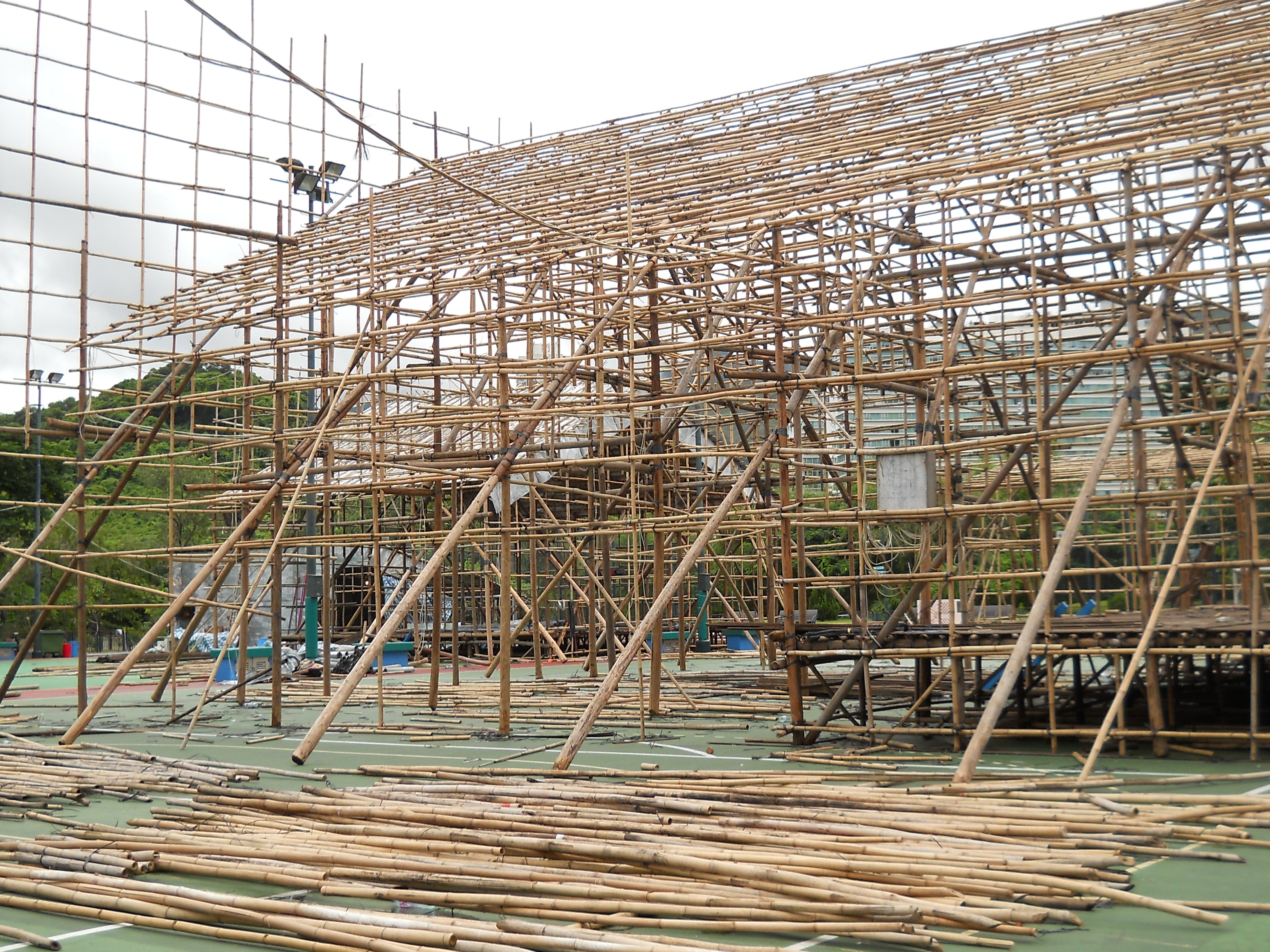
吊棚表演神功戲的臨時戲棚

用竹枝來搭製臨時平台，自古已有，相傳起源自有巢氏於樹上建屋的技術。傳統上竹棚經常作為臨時搭建的裝飾用建構物，例如演戲用的戲棚，用作宣傳的紋綁樓子和彩樓歡門。棚架的直杆或立杆行內稱為「針」，橫杆稱為「軒」或「牽」，而斜杆或斜撐則稱為「倡」，最初用竹笏捆綁固定，現時已全部採用尼龍篾。在香港常見的棚架分三類：
1. 雙行竹棚架：距離樓宇外牆表面約200至250毫米的內棚稱為「批盪架」，而距離內棚約600毫米的外棚則稱為「排柵」，工作平台設在內棚與外棚之間，高度超逾15米的竹棚架必須由設計工程師設計；
2. 外伸桁架式竹棚架：俗稱「懸空棚」或「吊棚」，高度一般低於6米，屬於簡單工作用途的竹棚架，多用作修理外牆排水管；
3. 招牌竹棚架：通常屬懸臂式結構，跨度不超逾5米，而長度與高度的比例上限為4:3，用於安裝及維修廣告招牌。

而戲棚一類的立體棚架是由上述棚架的基本搭建方式演變而成。

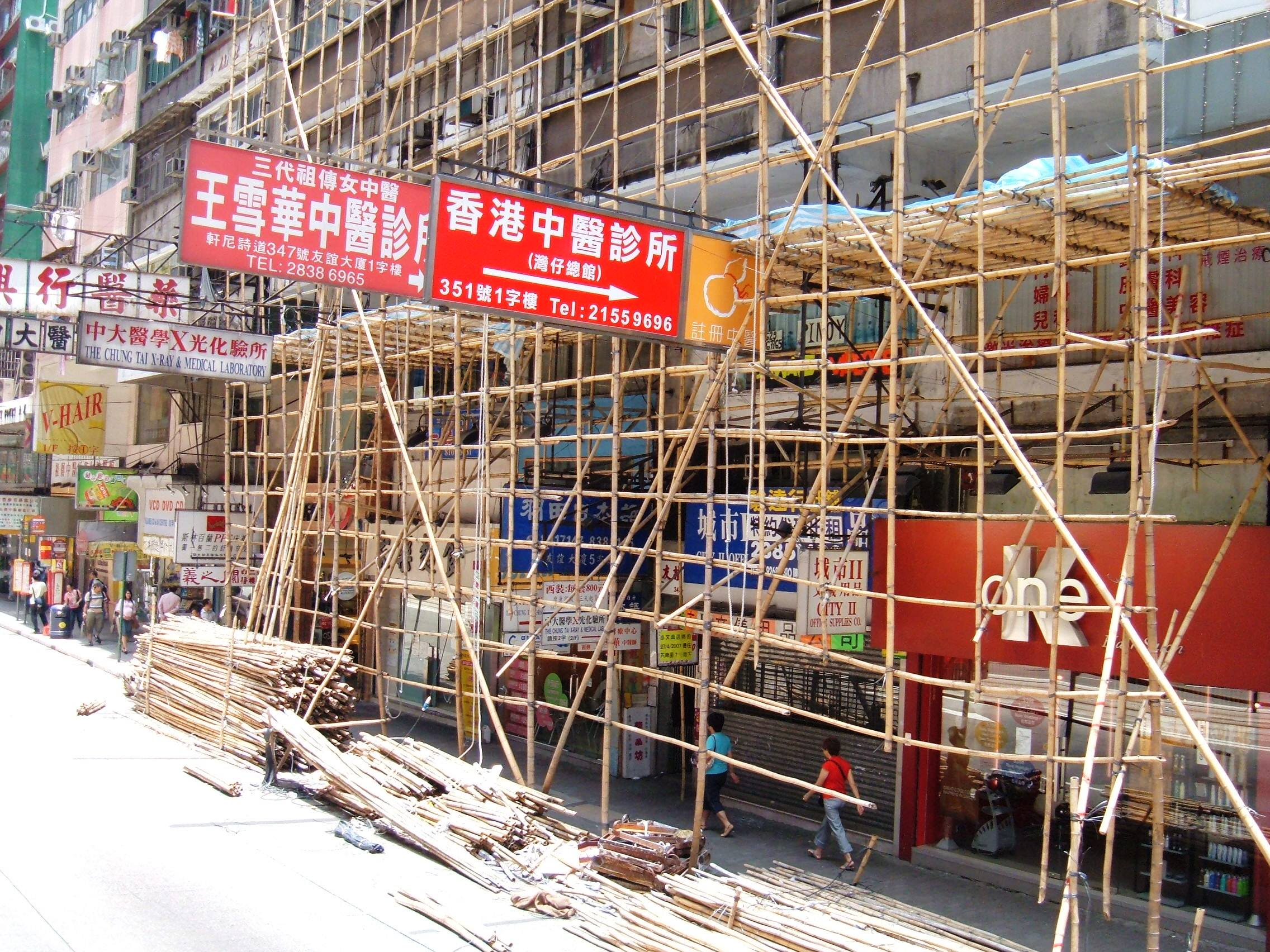
外牆維修搭建的棚架
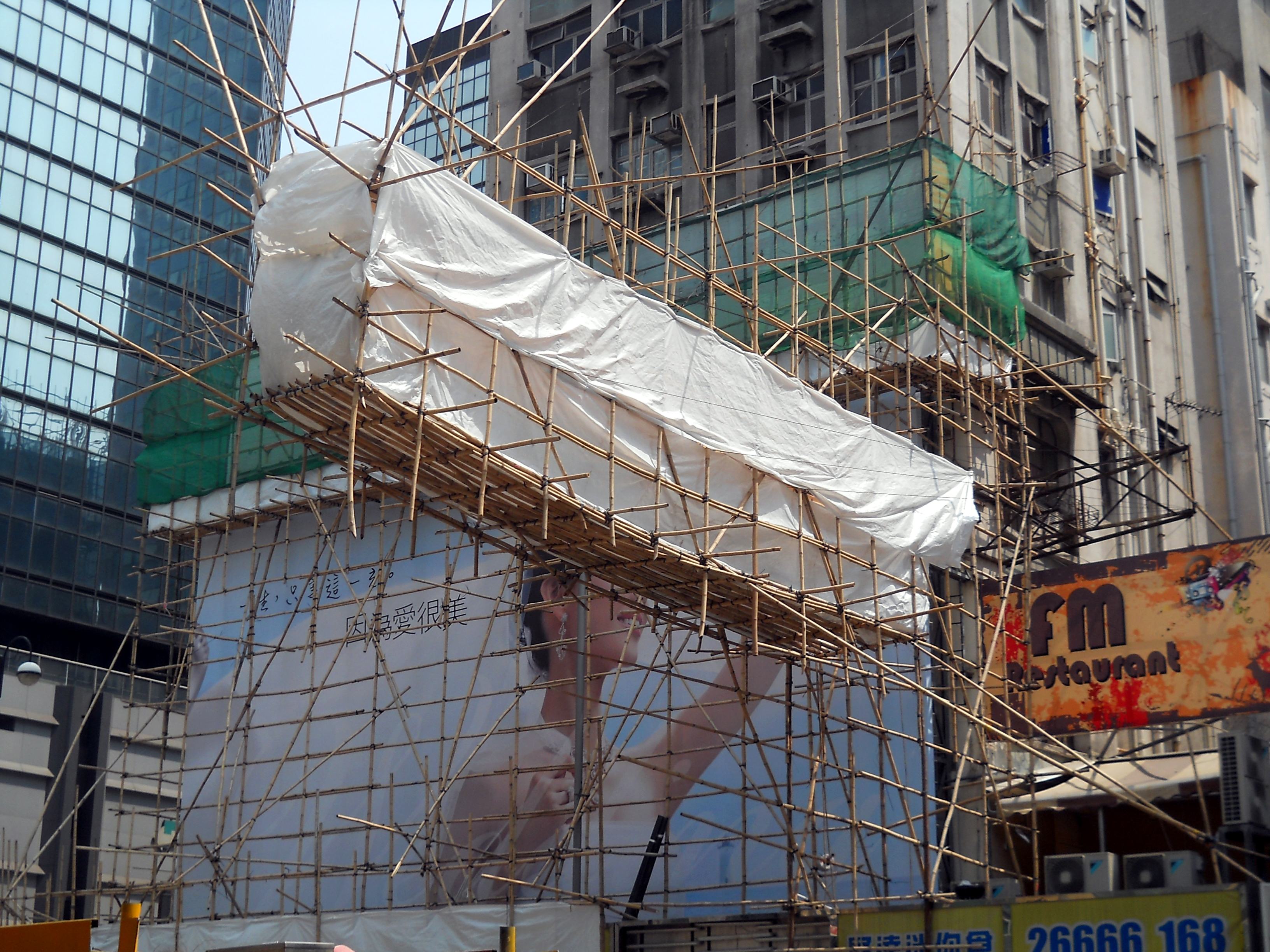
懸臂式結構的招牌竹棚架
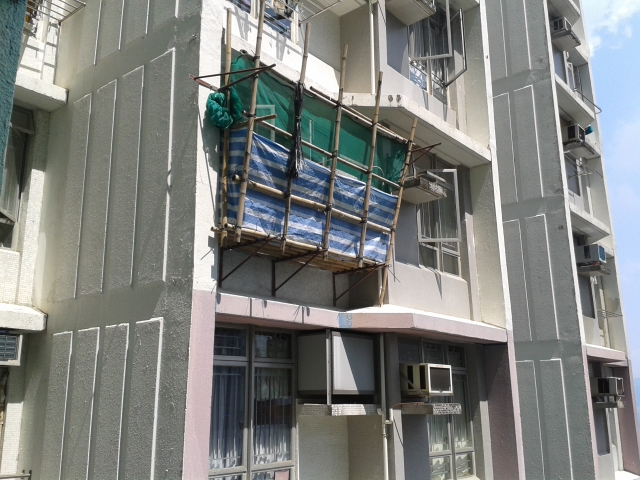
修理外牆水管搭建的吊棚

## 好處
竹棚比鋁合金條或鋼管有以下優勢：
- 重量：竹遠輕於鋁或鋼鐵。
- 效率：竹棚搭建速度比鋼棚快六倍，拆卸速度則快十二倍。
- 成本：竹比同樣長度的鋁合金條或鋼管更便宜。
- 方便性：搭建竹棚無需複雜的工具，主要依靠工人和尼龍索帶。
- 穩定性：若搭建得宜，竹棚的強度可媲美甚至超越鋼棚。
- 靈活性：結構簡單，能按需要調整或修改。

在香港，竹棚的材料主要產自廣東肇慶，廣西及越南；而棚架搭建主要使用兩種竹材：
- 篙竹：直徑約40毫米，相對較幼，用於搭建平台、橫檔、斜撐等輔助結構。

- 毛竹（又稱茅竹）：直徑約75毫米，厚度至少10毫米，較篙竹更為粗壯堅固，主要用作承重支撐。

所有用於搭建棚架的竹材，竹齡至少需達三年，並經過至少三個月的風乾處理。每支竹竿長度約七米，可露天存放。一般而言，一支竹竿在開始出現彎曲、開裂或變弱之前，大約可重複使用三次。

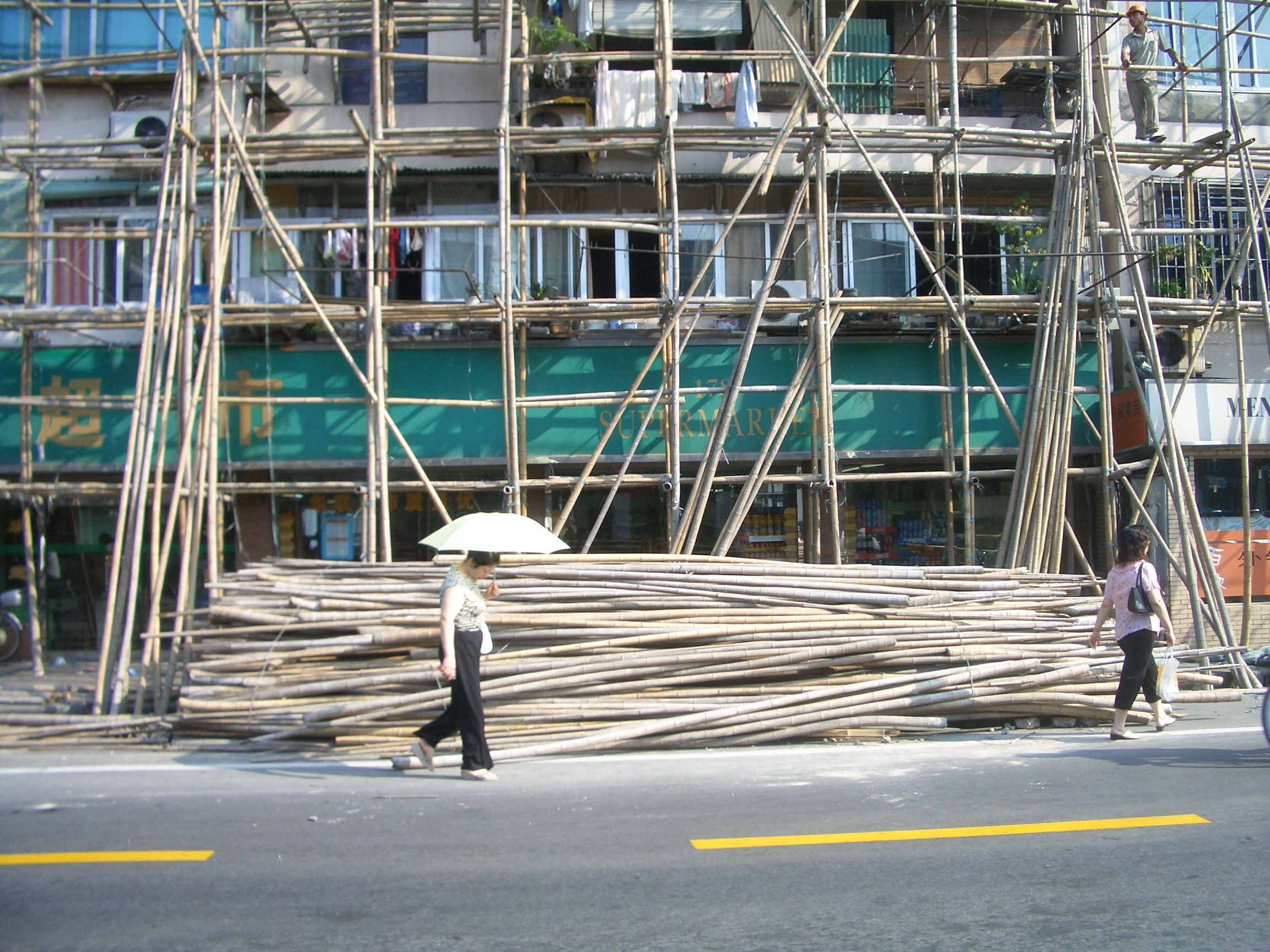
搭棚用的竹枝
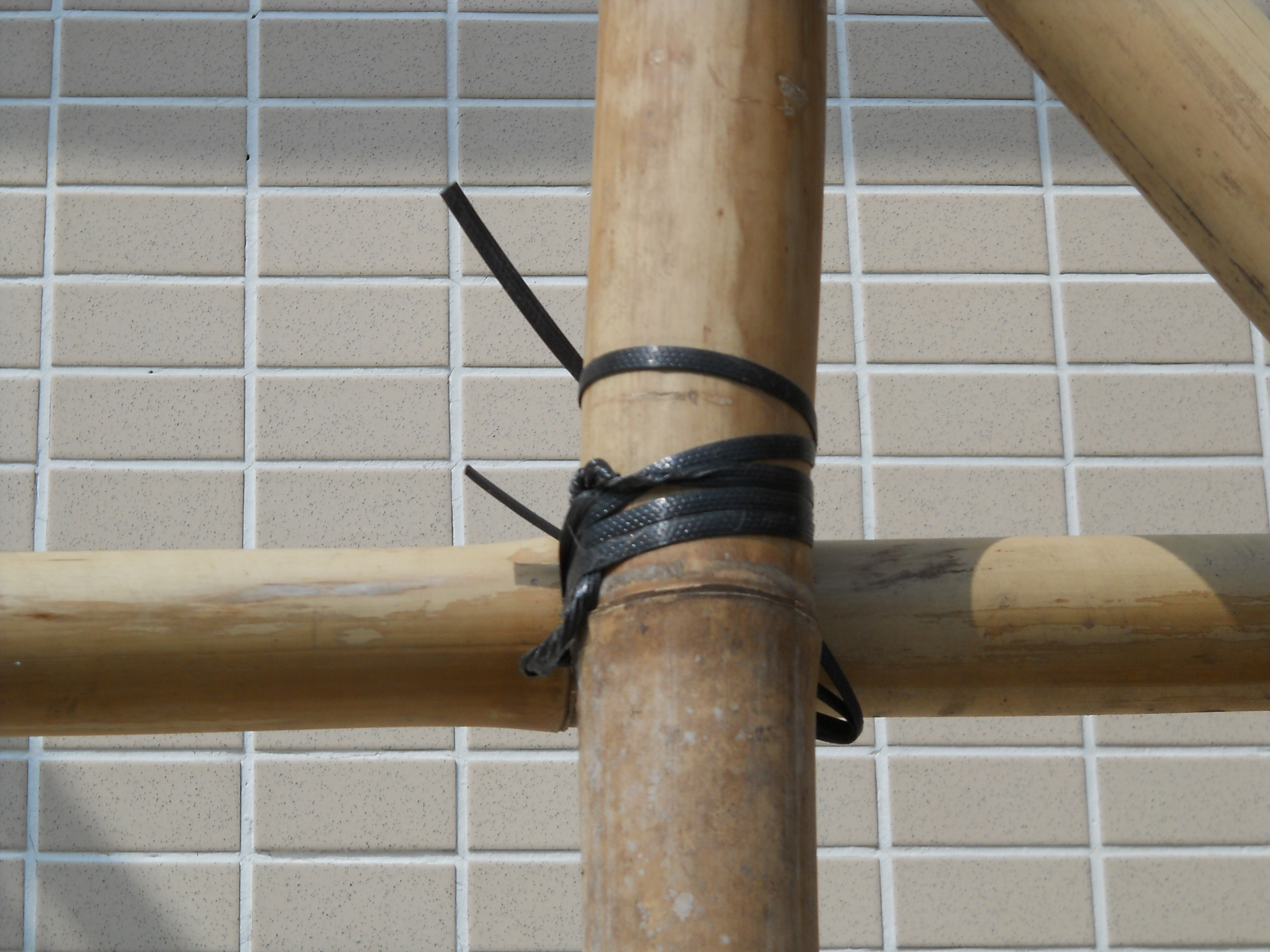
捆綁竹枝的尼龍篾
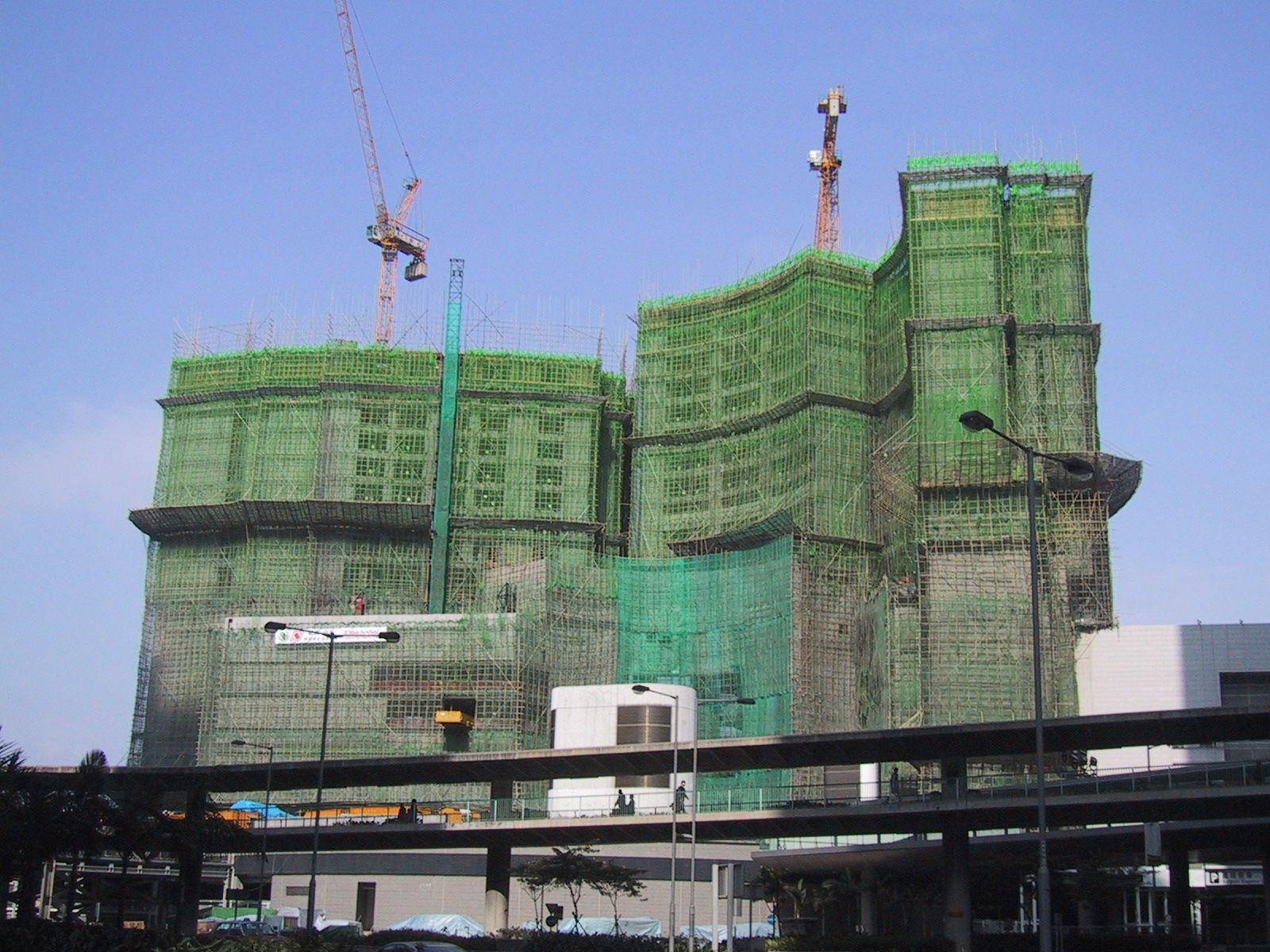
香港四季酒店大型棚架

## 缺點
儘管竹棚有其優勢，但亦有下列缺點：
- 標準化困難：竹竿的形狀和尺寸並非完全統一，其搭建強度和安全性較依賴搭棚師傅的經驗和判斷，難以像金屬棚架那樣進行精確的工程計算（如負重和極端天氣影響）。
- 安全性：金屬棚架具有更佳的防火性能，且更為堅固耐用。
- 成本差異：根據發展局資料，金屬棚架開支約佔樓宇建造工程合約金額的2%，而竹棚則約為1%，轉換金屬棚架不會大幅提高工程成本。

2025年3月，香港發展局發出一份備忘錄，要求至少一半的政府工程項目使用金屬棚架，以減少竹棚的使用。

## 搭棚業
廣東实际的搭棚历史应该早得多。搭棚业由搭建遮风挡雨的实用建筑轉變為地方的建筑艺术， 大约有四五百年的历史（ 以承接搭棚工程的商号棚厂出現始计） 。吴川梅菉的搭棚業就有400多年歷史，以結構嚴密、綁紮牢靠、承受重壓、堅固耐用、造型美觀而著稱，尤其高層搭棚，享譽甚高。梅菉搭棚工藝曾在粵西獨佔鰲頭，在廣州等地也享有盛名。1920-30年代，廣州最著名的陳祥記搭棚公司，就有梅菉的搭棚師傅坐鎮。民國初期，為歡迎孫中山和港督等，都會在市內交通要道讓棚工蓋搭牌樓，以示禮儀之隆重，老一輩棚工會叫此種彩牌樓為歡迎棚。1920年香港總督司徒拔來訪省城，見到本地搭建的彩牌樓，曾稱讚：“中國有兩個先生，一個是做象牙的，一個是做牌樓的。”時廣州牌樓造型新穎，棚面美麗，在大中華中較突出與富有藝術。文革后廣州，除排棚、脚手架，難覓彩楼，大年初一也没有了传统的烟花楼（或塔）。
而搭棚業在廣州的行會組織始自順德縣灘頭、上海村分支，經過300餘年的時間，到清末民初只得300餘人。廣東搭棚行業舊日格局，主要集中在省城廣州、古鎮佛山、順德陳村、逢簡、東莞石龍以及香港、澳門氹仔等地， 均為舊日交通便利， 手工業和商業繁茂的地區。
香港的搭棚業，有考是清朝由肇慶傳至。在六、七十年代當建築業步入發展階段時非常興盛，1965年成立「港九搭棚同敬工會」。搭棚工資初時是以日薪計算，踏入九十年代，搭棚工人的工資以「工」計算，一工的工作時數為8小時，超時工作，算兩小時為一工。入行主要是靠同鄉或朋友介紹，一般需學師三年，邊學邊做，師父會包食宿。建造業訓練局成立後於1977年開辦相關課程，訓練局為業內的工人提供有關實用技巧、管理和建築安全的持續訓練，並要考獲執照才能就業，「師徒制」的訓練方法逐步被取代。
搭棚業在澳門也有長久歷史，並獲列入澳門非物質文化遺產。

## 藝術

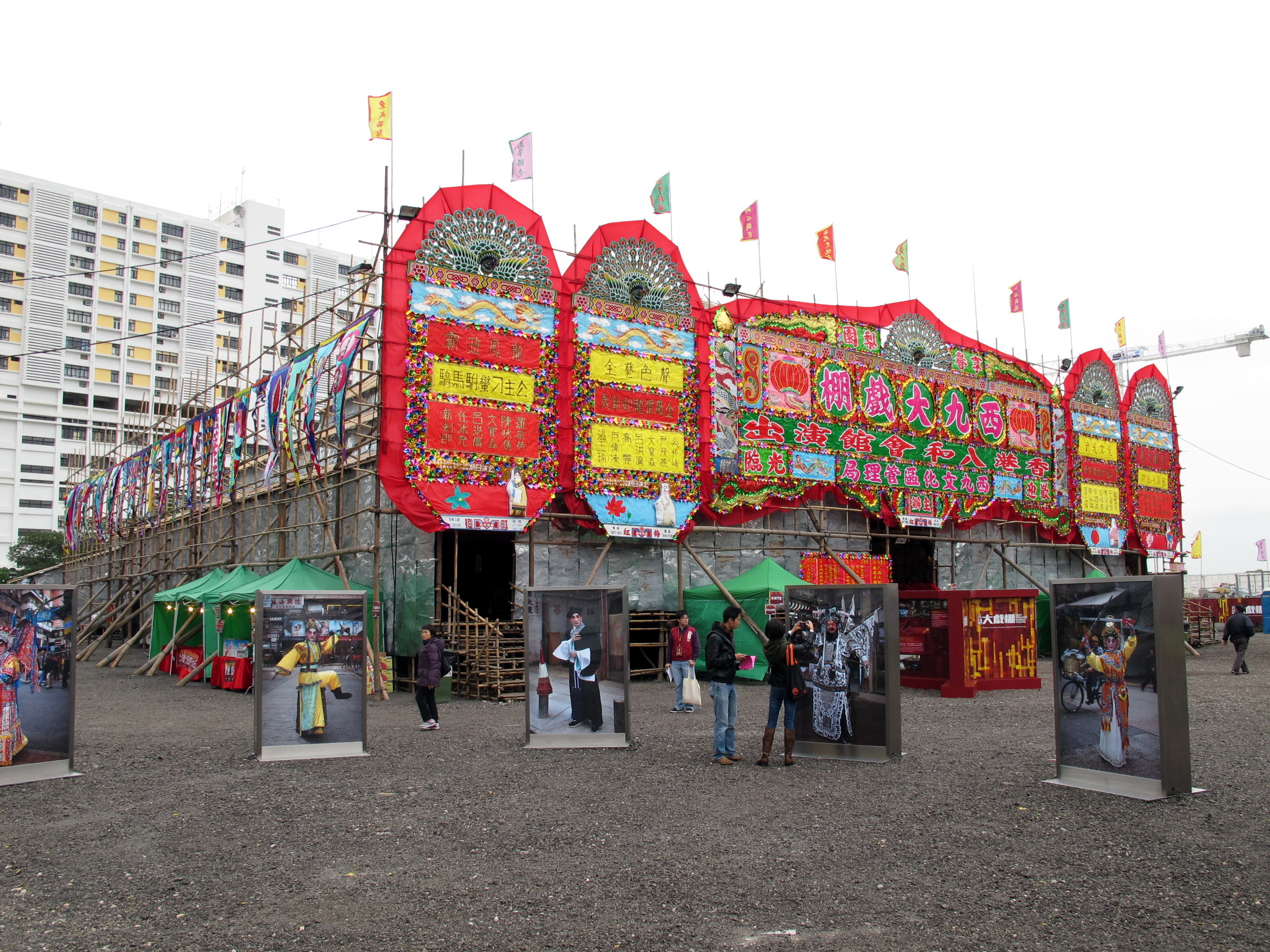
以搭棚方式建成的西九大戲棚

2000年香港政府在德國柏林舉辦「香港柏林當代文化節」，由建築師嚴迅奇設計的「竹亭」，乃大會的主要表演場地之一，靜立於世界文化中心的水池前，由數名搭棚師傅搭建而成， 表現獨特的港式建築風格與技術，成為文化節的標記，後來更獲得香港建築師學會的獎項。
2017年，戲棚搭建技藝正式列入「香港非物質文化遺產代表作名錄」，當中蒲台島為慶祝天后誕而搭建於懸崖邊的戲棚，便是現存的著名例子之一。

## 另見
- 三行
- 吴川市

## 外部連結
- 香港竹棚架设计及搭建指引 （页面存档备份，存于）
- tvb.com：香港獨家 第8集 - 香港搭棚揚威世界